# Bahnstrecke Langenfeld–Rheindorf
| Streckennummer: | 9247 (Langenfeld–Gabelung) 9248 (Gabelung–Hitdorf) 9249 (Gabelung–Shell) |                                     |                                     |
| Spurweite: | 1435 mm (Normalspur)                                                     |                                     |                                     |
| Stromsystem: | bis 1979: 800 V =                                                        |                                     |                                     |
| |                                                                          |                                     |                                     |
| \| \| \| Duisburg–Köln \| \| \| \| 0,0 \| Langenfeld Übergabebahnhof \| Langenfeld Übergabebahnhof \| \| \| \| \| \| \| \| \| A59 \| \| \| \| 1,7 \| Abzweig Wasserwerk \| Abzweig Wasserwerk \| \| \| 1,0–2,6 \| Kiesbaggereien \| Kiesbaggereien \| \| \| 3,0 \| Monheim \| Monheim \| \| \| 3,77 \| Monheim Rathaus \| Monheim Rathaus \| \| \| 0,0 \| (nach Baumberg neue Kilometrierung) \| (nach Baumberg neue Kilometrierung) \| \| \| 4,1 \| Frohnstraße \| Frohnstraße \| \| \| 4,7 \| Betriebshof \| Betriebshof \| \| \| \| Shell Kolonie \| \| \| \| 2,4 \| Busbetriebshof \| Busbetriebshof \| \| \| \| Zaunswinkel \| \| \| \| 1,08–1,88 \| Shell \| Shell \| \| \| 6,0 \| Blee \| Blee \| \| \| \| Hammesfahr \| \| \| \| \| Kielsgraben \| \| \| \| 8,7 \| Hitdorf \| Hitdorf \| \| \| 2,64 \| Friedhof \| Friedhof \| \| \| 9,4 \| Kremers Weiche \| Kremers Weiche \| \| \| 2,88 \| Baumberg \| Baumberg \| \| \| 10,9 \| Rheindorf \| Rheindorf \| |                                                                          |                                     |                                     |
| Strecke quer · Strecke quer · Abzweig quer und von links |                                                                          | Duisburg–Köln                       | Duisburg–Köln                       |
| Kopfbahnhof Streckenanfang (Strecke außer Betrieb) · Dienststation / Betriebs- oder Güterbahnhof | 0,0                                                                      | Langenfeld Übergabebahnhof          | Langenfeld Übergabebahnhof          |
| Abzweig ehemals geradeaus und von links · Strecke nach rechts |                                                                          |                                     |                                     |
| Strecke mit Straßenbrücke |                                                                          | A59                                 | A59                                 |
| Strecke von links · Strecke quer · Abzweig ehemals geradeaus, nach links und nach rechts · Strecke von rechts (außer Betrieb) | 1,7                                                                      | Abzweig Wasserwerk                  | Abzweig Wasserwerk                  |
| Strecke · Strecke (außer Betrieb) · Strecke (außer Betrieb) | 1,0–2,6                                                                  | Kiesbaggereien                      | Kiesbaggereien                      |
| Strecke · Bahnhof (Strecke außer Betrieb) · Strecke (außer Betrieb) | 3,0                                                                      | Monheim                             | Monheim                             |
| Strecke · Haltepunkt / Haltestelle (Strecke außer Betrieb) · Strecke (außer Betrieb) | 3,77                                                                     | Monheim Rathaus                     | Monheim Rathaus                     |
| Strecke · Strecke von links (außer Betrieb) · Abzweig geradeaus und nach rechts (Strecke außer Betrieb) · Strecke (außer Betrieb) | 0,0                                                                      | (nach Baumberg neue Kilometrierung) | (nach Baumberg neue Kilometrierung) |
| Strecke · Strecke (außer Betrieb) · Bahnhof (Strecke außer Betrieb) · Strecke (außer Betrieb) | 4,1                                                                      | Frohnstraße                         | Frohnstraße                         |
| Strecke · Strecke (außer Betrieb) · Dienststation / Betriebs- oder Güterbahnhof (Strecke außer Betrieb) · Strecke (außer Betrieb) | 4,7                                                                      | Betriebshof                         | Betriebshof                         |
| Strecke · Bahnhof (Strecke außer Betrieb) · Strecke (außer Betrieb) · Strecke (außer Betrieb) |                                                                          | Shell Kolonie                       | Shell Kolonie                       |
| Abzweig geradeaus und nach links · Strecke (außer Betrieb) · Strecke (außer Betrieb) · Strecke (außer Betrieb) | 2,4                                                                      | Busbetriebshof                      | Busbetriebshof                      |
| Strecke · Strecke (außer Betrieb) · Haltepunkt / Haltestelle (Strecke außer Betrieb) · Strecke (außer Betrieb) |                                                                          | Zaunswinkel                         | Zaunswinkel                         |
| Strecke · Dienststation / Betriebs- oder Güterbahnhof (Strecke außer Betrieb) · Strecke (außer Betrieb) · Strecke (außer Betrieb) | 1,08–1,88                                                                | Shell                               | Shell                               |
| Abzweig geradeaus und nach links · Abzweig ehemals geradeaus und nach rechts · Dienststation / Betriebs- oder Güterbahnhof (Strecke außer Betrieb) · Strecke (außer Betrieb) | 6,0                                                                      | Blee                                | Blee                                |
| Betriebsstelle Streckenende · Strecke (außer Betrieb) · Strecke (außer Betrieb) · Strecke (außer Betrieb) |                                                                          | Hammesfahr                          | Hammesfahr                          |
| Haltepunkt / Haltestelle (Strecke außer Betrieb) · Abzweig geradeaus und von links (Strecke außer Betrieb) · Strecke nach rechts (außer Betrieb) |                                                                          | Kielsgraben                         | Kielsgraben                         |
| Strecke (außer Betrieb) · Bahnhof (Strecke außer Betrieb) | 8,7                                                                      | Hitdorf                             | Hitdorf                             |
| Bahnhof (Strecke außer Betrieb) · Strecke (außer Betrieb) | 2,64                                                                     | Friedhof                            | Friedhof                            |
| Strecke (außer Betrieb) · Dienststation / Betriebs- oder Güterbahnhof (Strecke außer Betrieb) | 9,4                                                                      | Kremers Weiche                      | Kremers Weiche                      |
| Kopfbahnhof Streckenende (Strecke außer Betrieb) · Strecke (außer Betrieb) | 2,88                                                                     | Baumberg                            | Baumberg                            |
| Kopfbahnhof Streckenende (Strecke außer Betrieb) | 10,9                                                                     | Rheindorf                           | Rheindorf                           |

Die Bahnstrecke Langenfeld–Rheindorf ist eine seit 1. Januar 2023 von der Railflex Infra GmbH betriebene Bahnstrecke in Nordrhein-Westfalen. Auf ihr findet nur noch Güterverkehr statt. Die Strecke gehört den Bahnen der Stadt Monheim (BSM).

## Geschichte

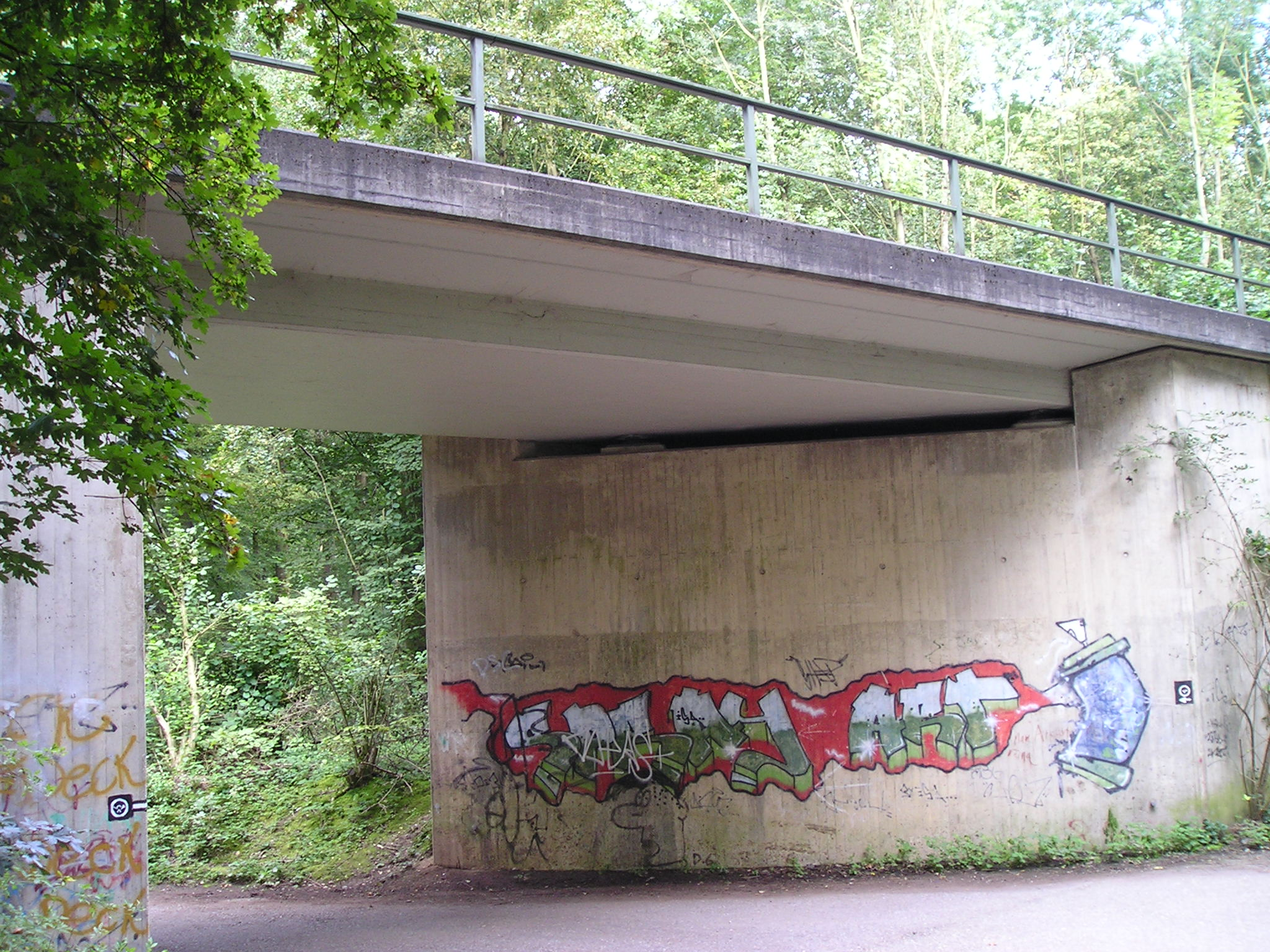
Bahnbrücke der Monheimer Bahn

Die Relation Monheim–Langenfeld wurde ab 1904 zunächst durch die Gleislose Bahn Monheim–Langenfeld, einem frühen Oberleitungsbus-Betrieb bedient. Schon 1908 wurde dieser schließlich durch eine normalspurige Eisenbahnstrecke ersetzt und von Monheim bis Hitdorf verlängert. 1911 wurde die Strecke von Monheim bis Baumberg eröffnet und 1912 die Hitdorfer Strecke nach Rheindorf verlängert. Die Betriebsführung lag bei der RWE. Die Strecken waren mit 800 V Gleichstrom elektrifiziert. Bis 1963 waren die Strecken Langenfeld–Monheim–Hitdorf–Rheindorf und Monheim–Baumberg voll im Betrieb.
In den Jahren 1962/1963 wurde der Personenverkehr komplett auf Busse umgestellt. Gleichzeitig wurde der Abschnitt von der Shell-Raffinerie bis Baumberg stillgelegt. Außerdem übernahmen die Bahnen der Stadt Monheim 1963 die Betriebsführung selber. 1979 wurde der Betrieb mit Elektrolokomotiven beendet und zwei Diesellokomotiven beschafft. Gleichzeitig begann man mit dem Bau von Umgehungsstrecken, da bis dahin die Strecke durch die Monheimer Innenstadt führte. Seit 1983 wird der Betrieb auf den neuen Strecken abgewickelt. Die äußeren Streckenäste zu den Orten Hitdorf, Rheindorf und Baumberg wurden 1986 mangels Verkehrsaufkommens aufgegeben und abgebaut. Durch Aufgabe der Shell-Raffinerie 1987 fiel ein wichtiger Güterkunde weg.
2010 wurde ein neuer Gleisanschluss zu einer Spedition eröffnet, die Logistikdienstleistungen für Henkel erbringt und deren Werk in Wassertrüdingen mit Düsseldorf verbindet. Dazu wurde später ein Ausweichgleis vor dem Abzweig zum Betriebshof Monheim angebaut.
Zurzeit besteht ein rund 9,2 km langes Eisenbahnnetz, welches nur für den Güterverkehr genutzt wird. Für Sonderfahrten wird aber auch Personenverkehr angeboten. 2013 waren drei Diesellokomotiven vorhanden.
2018 wurde der Abschnitt ab Abzweig Wasserwerk bis Blee nach § 11 AEG stillgelegt.

## Personenverkehr
Der Personenverkehr wurde mit Straßenbahntriebwagen durchgeführt. Zwischen 5 Uhr und 23 Uhr, am Wochenende bis 0.40 Uhr, verkehrten die Triebwagen halbstündlich zwischen Langenfeld und Rheindorf. In Monheim Rathaus bestand Anschluss an einen Triebwagen, der zwischen Rathaus und Baumberg pendelte. Zur Hauptverkehrszeit wurden zwischen Langenfeld und Hitdorf Beiwagen mitgeführt. Die Beförderungsleistungen waren beachtlich. 1910 wurden 341.600 Personen befördert, 1919 schon 1.146.003 Personen. Durch die Wirtschaftskrise sanken die Zahlen, 1935 waren es nur noch 291.585 Personen. Spitzenleistungen waren nach dem Zweiten Weltkrieg zu erbringen: 2.100.000 Personen wurden 1948 befördert. 1960 waren es immerhin noch 1.480.939 Personen. Zu Beginn standen fünf zweiachsige Triebwagen und drei Beiwagen des bei der RWE üblichen Typs zur Verfügung. 1924 kamen von anderen WEG-Bahnen zwei weitere Triebwagen hinzu. Für einen im Krieg zerstörten Wagen wurde 1949 ein Aufbauwagen beschafft. 1955 kamen vier Verbandstriebwagen hinzu. Diese hatten einen hellgrünen Wagenkasten mit hellem Fensterband, während die Triebwagen bisher cremefarben gestrichen waren. Die Fahrzeuge waren teilweise mit Kleinbahn der Rheingemeinden beschriftet, dies war aber nie ein offizieller Name.

## Güterverkehr
Der Güterverkehr hatte immer die größere Bedeutung für die Bahn. Für ihn lohnte sich auch die aufwändige Neutrassierung.
Die anfangs noch geringen Beförderungsleistungen stiegen bald nach dem Ersten Weltkrieg auf über 200.000 t. (1928: 227.094 t). Spitzenwerte wurden 1938 mit 438.006 t und 1944 mit 570.810 t erreicht. In den 1960er-Jahren lagen die Leistungen immer über 200.000 t und danach noch über 100.000 t (1985: 174.600 t).
Mit der Schließung der Shell-Raffinerie brachen die Leistungen ein. Seitdem werden nur noch zwischen 20.000 t und 40.000 t befördert.
Die Raffinerie erhielt das Öl über eine Pipeline und brachte Fertigprodukte in den Versand. Sie  hatte eigene Lokomotiven.
In Blee war die Rheinische Pappenfabrik angesiedelt, die auch einen starken Binnenverkehr zum Rheinhafen Hitdorf hatte. Die Pappenfabrik wurde 1981 stillgelegt. 1986 wurde der Schienenumschlag im Rheinhafen eingestellt. Auch die Sand- und Kiesbaggereien im Monheimer Bereich hatten seit den 1980er Jahren auf den Straßenverkehr umgestellt.
Freiladegleise gab es in Sammelbahnhof Monheim und am Betriebshof, in Blee, Hitdorf, Rheindorf und Baumberg. Auch der neue Betriebshof in Monheim erhielt noch einen Güterschuppen und Ladegleis, dies wurde jedoch kaum noch genutzt.
Seit der Eröffnung des neuen Gleisanschlusses der Firma Hammesfahr 2010 findet eine tägliche Bedienung des nördlichen Streckenastes mit ca. 3–4 Einzelfahrten in den Anschluss statt.